# Mechoris cumulatus
Mechoris cumulatus là một loài côn trùng trong họ Curculionidae. Loài này được miêu tả khoa học đầu tiên.
Đây là loài gây hại của cây Salix babylonica var. sacramenta, phát triển phổ biến ở Trung Quốc.